# Evelyn Hooker
Evelyn Hooker (ur. 2 września 1907 w North Platte, Nebraska, zm. 18 listopada 1996 w Santa Monica, Kalifornia) – amerykańska psycholog 
W pracy The Adjustment of the Male Overt Homosexual z 1957 roku wskazywała na brak związku między homoseksualizmem a psychopatologią. Jej badanie przyczyniło się do usunięcia homoseksualizmu z DSM przez Amerykańskie Towarzystwo Psychiatryczne. Współczesne badania naukowe pokazują, że taki związek istnieje, co jednak nie oznacza, że homoseksualizm jest zaburzeniem psychicznym.

## Życiorys
Urodziła się 2 września 1907 roku jako Evelyn Gentry w North Platte w stanie Nebraska. Gdy miała 13 lat, jej rodzina przeniosła się do Sterling w stanie Kolorado.
W 1924 roku rozpoczęła studia psychologiczne na Uniwersytecie Kolorado w Boulder. Po uzyskaniu magisterium, dostała się na studia doktoranckie na Johns Hopkins University w Baltimore w stanie Maryland. Doktorat z psychologii eksperymentalnej obroniła w 1932 roku. W latach 1937–1938 przebywała w Berlinie, gdzie zajmowała się psychologią kliniczną w Instytucie Psychoterapii. W 1938 roku wraz z przyjaciółmi odbyła podróż do Związku Radzieckiego.
W 1939 wróciła do USA, gdzie zatrudniła się na Uniwersytecie Kalifornijskim w Los Angeles. W 1941 roku poślubiła pisarza Dona Caldwella. Na uczelni zaprzyjaźniła się z jednym ze swoich studentów, Samem Fromem, który był homoseksualistą. From wprowadził ją w świat lokalnej gejowskiej subkultury i zainspirował do podjęcia badań naukowych nad homoseksualizmem.
W 1947 roku rozwiodła się. A w 1951 roku w Londynie wyszła za mąż za Edwarda Hookera, profesora języka angielskiego na Uniwersytecie Kalifornijskim.
W 1953 roku wystąpiła do amerykańskiego Narodowego Instytutu Zdrowia Psychicznego grant na badanie nad homoseksualizmem. Gdy go otrzymała rozpoczęła badanie. Zrekrutowała 30 homoseksualnych i 30 heteroseksualnych mężczyzn. Obie grupy zostały dopasowane pod względem wieku, IQ i wykształcenia. Ponadto obie grupy składały się mężczyzn, którzy nie byli pacjentami. Było to pierwsze tego typu badanie w historii. Homoseksualistów do badania rekrutowano przez dwie organizacje homoseksualne z Kalifornii – Mattachine Society i ONE, Inc. Badaczka przyznała, że próba badawcza nie jest losowa, a uzyskanie jej byłoby niezwykle trudne, jeśli nie niemożliwe. Obie grupy mężczyzn poddała trzem testom projekcyjnym: MAPS, TAT i testowi Rorschacha. Uzyskane wyniki przekazała ekspertom do oceny. Eksperci na podstawie wyników testu Rorschacha nie potrafili rozróżnić homoseksualistów od heteroseksualistów w sposób statystycznie istotny. Hooker wstępnie zasugerowała, że osoby homoseksualne są normalne pod względem psychicznym. Wyniki swojego badania zaprezentowała w 1956 roku w Chicago na dorocznym zjeździe Amerykańskiego Towarzystwa Psychologicznego. Rok później zmarł jej mąż. W tym samym roku jej badanie ukazało się na łamach czasopisma „Journal of Projective Techniques”. W tamtym czasie większość psychologów uważała test Rorschacha za doskonały wyznacznik zdrowia psychicznego. Współcześnie, prawdopodobnie mniejszość z nich oceniłaby czyjeś zdrowie psychiczne na podstawie tego testu.
W 1967 roku Narodowy Instytut Zdrowia Psychicznego powołał ją na przewodniczącą Zespołu Zadaniowego ds. Homoseksualizmu. Dwa lata później zespół opracował raport, którego jedną z rekomendacji była dekryminalizacja homoseksualizmu.
W latach 70. zarzuciła pracę naukową na rzecz prywatnej praktyki.
W 1973 roku Amerykańskie Towarzystwo Psychiatryczne m.in. pod wpływem badania Hooker z 1957 roku, które wskazywało na brak różnic w zdrowiu psychicznym między osobami homoseksualnymi a heteroseksualnymi, zdecydowało się na depatologizację homoseksualizmu. Współczesne badania wykazały, że geje i lesbijki oraz osoby biseksualne częściej zapadają na zaburzenia psychiczne niż osoby heteroseksualne. Nie oznacza to jednak, że homoseksualizm jest zaburzeniem psychicznym. Przyczyny zaburzeń psychicznych osób LGB są nieznane. Prawdopodobnie to społeczna wrogość, stygmatyzacja i dyskryminacja są co najmniej w części przyczyną ich zaburzeń.
W 1992 roku otrzymała nagrodę od Amerykańskiego Towarzystwa Psychologicznego za „wybitny wkład do psychologii w interesie publicznym”.
18 listopada 1996 roku Hooker zmarła w wieku 89 lat w swoim domu w Santa Monica.